# Meijinhos
Meijinhos ist ein Ort und eine ehemalige Gemeinde (Freguesia) im portugiesischen Kreis Lamego. Die Gemeinde hatte 86 Einwohner (Stand 30. Juni 2011).
Am 29. September 2013 wurden die Gemeinden Meijinhos, Melcões und Cepões zur neuen Gemeinde União das Freguesias de Cepões, Meijinhos e Melcões zusammengeschlossen.